# اوتانگ
اوتانگ (به صربی: Otanj) یک منطقهٔ مسکونی در صربستان است که در Požega واقع شده‌است. اوتانگ ۶٫۰۹ کیلومتر مربع مساحت و ۳۲۹ نفر جمعیت دارد.